# Break Point
Break Point é um filme de comédia estadunidense dirigido por Jay Karas. O filme é estrelado por Jeremy Sisto e David Walton como dois irmãos separados (e ex-parceiros de tênis) que se reúnem e decidem disputar um torneio de Grand Slam.
O filme estreou no South by Southwest em 8 de março de 2014.  O filme foi lançado em 21 de julho de 2015 em vídeo sob demanda antes do filme ser lançado em um lançamento limitado em 4 de setembro de 2015.

## Sinopse
O impetuoso Jimmy Price sabe que seus dias como jogador de tênis em duplas estão quase no fim. Já que ele queimou praticamente todas as suas pontes no circuito profissional, é um grande golpe quando seu último parceiro o abandona. Sem outra opção, ele tenta reviver sua carreira convencendo seu irmão (e ex-parceiro de tênis) Darren a se juntar a ele na quadra. Com a ajuda de um incomum garoto de 11 anos chamado Barry, a dupla tenta participar de um torneio de Grand Slam.

## Elenco
- Jeremy Sisto como Jimmy
- Adam DeVine como Nick
- David Walton como Darren
- Amy Smart como Heather
- J. K. Simmons como Jack
- Joshua Rush como Barry
- Chris Parnell como Jay LaRoche
- Vincent Ventresca como Gary

## Lançamento
O filme teve sua estreia mundial no South by Southwest em 8 de março de 2014. O filme foi lançado no Festival Internacional de Cinema de Dallas em 11 de abril de 2014. Newport Beach International Film Festival em 25 de abril de 2014. e o Nantucket Film Festival em 25 de junho de 2014. em abril de 2015, foi anunciado que a Broad Green Pictures adquiriu os direitos de distribuição do filme. O filme foi lançado em 21 de julho de 2015 em vídeo sob demanda antes do filme ser lançado em um lançamento limitado em 4 de setembro de 2015.